# Cotton (krater)
För andra betydelser, se Cotton.
Cotton är en nedslagskrater med en diameter på 48 kilometer, på planeten Venus. Cotton har fått sitt namn efter den franska fysikern Eugénie Cotton.